# Gudrun Trendafilov
Gudrun Trendafilow, seit 2015 Trendafilov (* 13. Februar 1958 in Bernsbach) ist eine deutsche Malerin und Grafikerin.

## Leben und Werk
Gudrun Trendafilov machte 1976 in Aue das Abitur. Von 1976 bis 1981 studierte sie Malerei und Grafik an der Hochschule für Bildende Künste Dresden. Ihr Diplom erwarb sie bei Gerhard Kettner, der sie vor allem zum Zeichnen anregte. Sie schätzte besonders die Arbeiten von Henri Matisse, Egon Schiele, Paula Modersohn-Becker und ihrer Zeitgenossen Rainer Zille und Stefan Plenkers. Für ihr Diplom schuf sie in verschiedenen Techniken eine Serie von Bildern mit dem Titel Aufenthalt in einer Ausstellung nach Beobachtungen, die sie während eines Ferieneinsatzes als Aufsicht in der Dresdner Porzellansammlung gemacht hatte.
Gudrun Trendafilov ist seit 1981 freischaffend in Dresden tätig. Dabei hatte sie bis 1984 einen Fördervertrag mit dem DEFA-Trickfilmstudio Dresden. Sie war bis 1990 Mitglied des Verbands Bildender Künstler der DDR. 1989 gehörte sie zu den Mitbegründerinnen der Dresdner Sezession 89. Zwischen 1987 und 1989 veröffentlichte sie u. a. in den Literaturzeitschriften „Bizarre Städte“, „Schaden“, „u.s.w.“ und „Anschlag“. Zu ihrem künstlerischen Repertoire gehören insbesondere die Tafelmalerei, Druckgrafik, farbige Zeichnungen, originalgrafische Künstlerbücher und Buchillustrationen, Keramik und baubezogene Kunst.
Ab 1990 lebte und arbeitete sie mehrere Jahre in Nürnberg. 2001 gestaltete sie mit Angela Hampel im Oberlandesgericht, Ständehaus Dresden, Festsaal und Begegnungsraum.
Gudrun Trendafilow hatte eine große Zahl von Einzelausstellungen und Ausstellungsbeteiligungen.

## Ehrungen
- 1994 – 1. Preis III. Salon International „Le petit Format“, Villefranche sur mer,  Frankreich[6]
- 1996 – Philip-Morris-Stipendium im Schloss Moritzburg bei Dresden[7]
- 1996 – Förderpreis der Landeshauptstadt Dresden für die Dresdner Sezession 89[8]
- 2000 – Sonderpreis „100 ausgewählte Grafiken“, Chemnitz[9]

## Rezeption
„Gudrun Trendafilov gilt als Lyrikerin unter den Dresdner Malerinnen.“
„Die Arbeiten von Gudrun Trendafilov erzeugen Illusionen, regen die Phantasie an und schenken dem Betrachter eine Freiheit, ohne etwas erwarten zu wollen und zu müssen. Der Bilderkosmos von Gudrun Trendafilov ist rätselhaft schön und geheimnisvoll.“
„Für die Künstlerin ist in ihrer Malerei eine subtile, oft zart geschwungene Linie charakteristisch, über die die Farbe sacht quillt und wolkig den Bildraum erfüllt. Orangetöne und ein tiefes Blau sind die dabei die bevorzugten Farben, manchmal aufgehellt durch grellgelbe Lichter ("Abendstern"), selten warme, kirschrote und rötlich-braune Farbnuancen. Dämonisches und Harmonisches sind auf ihren Bildern zu einer Comedie Humaine vereint.“

## Museen und öffentliche Sammlungen mit Werken Gudrun Trendafilovs (unvollständig)
- Chemnitz: Kunstsammlungen Chemnitz
- Cottbus und Frankfurt/Oder: Brandenburgisches Landesmuseum für moderne Kunst
- Dresden, Kupferstichkabinett[13]
- Dresden: Sächsischer Kunstfonds[13]
- Erlangen: Kunstmuseum Erlangen
- Leipzig: Museum der bildenden Künste
- Lissabon: Museu Calouste Gulbenkian[14]
- Nürnberg: Germanisches Nationalmuseum
- Oberhausen: Ludwig-Galerie Schloss Oberhausen

## Werke (Auswahl)

### Tafelbilder (Auswahl)
- Geselligkeit (Öl; 1985; ausgestellt 1985 auf der 11. Kunstausstellung des Bezirkes Dresden)[15]
- Selbst (Öl; 1987; im Bestand des sächsischen Kunstfonds)[16]
- Gebirge (Mischtechnik; 2010)[17]
- Unerhört (Mischtechnik; 2011)[17]

### Druckgrafik (Auswahl)
- Die Porzellansammlung Dresden (Folge von Kaltnadelradierungen aus ihrer Diplomarbeit; u. a. Blatt 1: Frauen und Vase, 1981; auf der IX. Kunstausstellung der DDR)[18]
- Hexentanz (Lithografie-Irisdruck-Einmalung, 1998)[19]
- Abend (Algrafi-Irisdruck, 2013)[19]

### Buchillustrationen (Auswahl)
- Ulrike Gramann: Meetchens Hochzeit. edition petit Verlag SchumacherGebler, Dresden. 2020
- Christoph Kuhn: Kein Weg zurück, edition petit Verlag SchumacherGebler, Dresden. 2018[20]
- Kerstin Franke-Gneuß, Else Gold, Ulrike Gramann, Gudrun Trendafilov: Kassandra Folgen, KUNSTBLATT-Verlag, Dresden. 2017[21]
- Künstlerbuch Kieferklemme. Ursus Press, Berlin. 1987[22]
- Künstlerbuch Verzeichnis der Hexenleut so zu Würzburg anno 1627, 1628 und Anfang 1629 verbrannt worden. Edition Ljub, Annaberg, Chemnitz.1995[23]

### Andere künstlerische Werke (Auswahl)
- 1983/1984 Regie, Drehbuch und Bauten des Kurz-Animationsfilms „Laufbahn“; DEFA-Studio für Kurzfilme, Dresden[24]
- 1983 Künstlerische Ausgestaltung  der Warteräume des Diakonissenkrankenhauses Dresden
- 2001 mit Angela Hampel Künstlerische Ausgestaltung von Festsaal und Begegnungsraum im Oberlandesgericht, Ständehaus Dresden[25]
- 2017 Entwurf der Gedenktafel für Paula Modersohn-Becker am Dresdener Haus Friedrichstraße 46[26]

## Ausstellungen (unvollständig)

### Einzelausstellungen seit 1989
- 1989 Dresden, Galerie Kühl[27]
- 1990 Berlin, Galerie orbis pictus[28]
- 1991 Stuttgart, Galerie Döbele (mit Angela Hampel)[29]
- 1993 Berlin, Galerie am Strausberger Platz[30]
- 1994 Leipzig, Galerie am Sachsenplatz 1996 Frankfurt/Main, Galerie Schwind (mit Gisela Breitling und Sabina Grzimek)[31]
- 1997 Chemnitz, Galerie Schmidt-Rottluff[32]
- 2000 Sobotka, Polen, Zobten-Museum[33]
- 2002 Museum Walbrzych, Polen,[34]
- 2004 Bonn, Galerie Kallenbach[35]
- 2005 Kunstmuseum im Kunstverein Erlangen[36]
- 2008 Galerie Mitte, Dresden[37]
- 2009 Berlin, Galerie Sophien-Edition (mit Klaus Großkopf)[38]
- 2010 Dresden, Villa Eschebach,[39]
- 2011 Weimar, Galerie Profil[40]
- 2012 Hamburg, Kunsthaus an der Alster; Stadtarchiv Dresden[41]
- 2016 Dresden, Galerie Kunst & Eros („Nächtliches“)
- 2017 Stuhr-Heiligenrode, Wassermühle Heiligenrode („Farbe und Feuer“; mit Karin Hirschgänger und Antje Wiewinner)
- 2018 Dresden, Galerie art + form („Vielleicht“; Malerei und Zeichnungen)
- 2018 Bremen, Galerie Mönch
- 2018/2019 Dresden, Galerie Mitte (Handzeichnungen aus vier Jahrzehnten)
- 2019 Dresden, Werksgalerie der Kreativen Werkstatt („AUF UND AB – Neue Zeichnungen“)
- 2019 Saalfeld, Saale-Galerie
- 2020 Dresden, Galerie Mitte

### Teilnahme an zentralen und wichtigen regionalen Ausstellungen in der DDR
- 1982/1983: Dresden, IX. Kunstausstellung der DDR (als jüngste Künstlerin[42])
- 1985: Dresden, Bezirkskunstausstellung
- 1986: Berlin und andere Städte („100 ausgewählte Grafiken“)
- 1983/1984: Dresden, Galerie West („Einblicke“)
- 1984: Berlin, Neue Berliner Galerie im Alten Museum („Junge Künstler der DDR“)
- 1985: Cottbus, Staatliche Kunstsammlungen („Zeichnungen in der Kunst der DDR. 1974-1984“)